# Перету (Телеорман)
Перету (рум. Peretu) насеље је у Румунији у округу Телеорман у општини Перету. Oпштина се налази на надморској висини од 70 m.

## Становништво
Према подацима из 2002. године у насељу је живело 8062 становника, од којих су сви румунске националности.